# БТ-7 артиллерийский
БТ-7 артиллерийский — одна из модификаций советского лёгкого танка БТ-7.
БТ-7арт. представлял собой артиллерийский танк (танк артиллерийской поддержки), вооружённый 76-мм пушкой КТ в башне увеличенных размеров.

## История
Параллельно с основной модификацией Быстроходного танка — 7 модели выпускались танки БТ-7 артиллерийский с башней увеличенного размера с 76-мм пушкой образца 1927/32 годов (КТ) и тремя пулемётами ДТ, один из которых располагался в шаровой установке справа от пушки, второй — в дверке ниши и третий — в зенитной турельной установке П-40. Боекомплект танка состоял из 50 выстрелов и с 3 339 патронов у линейного и 40 выстрелов и 2 016 патронов у танков с радиостанцией. Первый прототип со сферической башней был построен в 1934 году.
В опытном порядке на БТ-7А устанавливались 76-мм пушки Л-11 и Ф-32.
| 1934 | 1936 | 1937 | Всего |
| ---- | ---- | ---- | ----- |
| 1    | 5    | 149* | 155   |

*Из них 21 закончен как линейный БТ-7.
Из 149 танков выпуска 1937 года были сданы только 117. Для 32 боевых машин не хватало пушек КТ. В результате в 1938 году один танк без вооружения отправили на завод № 92, ещё 10 получили долгожданные пушки КТ, а на оставшемся 21 танке в 1938 году заменили башню на обычную конусообразную с 45-мм 20К от БТ-7.
Таким образом полноценных БТ-7 артиллерийских выпустили только 134 единицы, из которых два не имели постоянного вооружения (именно на них испытывались пушки Л-11 и Ф-32). По одному танку погибло в боях на Халхин-Голе и в советско-финляндской войне. В начале 1941 года 14 машин были переделали в линейные БТ-7. На 1 июня 1941 года в РККА числилось 117 танков.
Эти танки поступали на укомплектование артиллерийских дивизионов легкотанковых бригад БТ.

## Конструкция

Турель П-40 зенитного ДТ. 1930-е гг.

В связи с установкой башни Т-26-4 с 76-мм пушкой, в корпус танка были внесены некоторые изменения: увеличен диаметр отверстия в подбашенном листе, срезаны углы колпаков над радиатором и изменено крепление сеток колпаков; утоплены в крыше регулирующие стаканы первой пары опорных катков; изменена укладка боеприпасов в корпусе. Башня Т-26-4 — сварная, имела форму цилиндра с овальной нишей сзади. Её корпус состоял из двух полукруглых листов (переднего и заднего), крыши и ниши. Оба полукруглых листа сваривались встык друг с другом. Стыки листов с наружной стороны защищались броневыми накладками. Передний лист имел большое прямоугольное отверстие для установки пушки, две смотровые щели и два круглых отверстия для стрельбы из револьвера. С правой стороны отверстия для пушки был вварен цилиндр, в донышко которого устанавливалось яблоко для пулемёта. В средней части крыши башни находился большой прямоугольный люк, предназначавшийся для посадки экипажа. Узкой планкой он разделялся на две части, закрывавшиеся сверху крышками.
В башнях с зенитной установкой вместо правой крышки размещалось её основание и поворотный круг. В передней части крыши находились четыре круглых отверстия: справа впереди — для командирской панорамы, слева сзади — для флажковой сигнализации, в центре, над казённой частью орудия — для вентилятора и слева — для перископического прицела. В задней части башни имелось отверстие для установки антенны.

## Варианты

### Серийные
- БТ-7А — основной серийный вариант — выпущено 133[5].
- БТ-7АРТ — командирский вариант с радиостанцией 71-ТК-3 — выпущено 11[5].

### Опытные
В опытном порядке на один танк устанавливали пушки Л-10 (1937), Л-11 (1939) и Ф-32 (1939).

## Эксплуатация и боевое применение
Поскольку выпуск артиллерийских танков БТ-7А сильно затянулся, в строевые части они попали достаточно поздно. Например, к 29 января 1938 года в 45-м механизированном корпусе числилось 13 радийных и 11 линейных БТ-7А, что равнялось их штатной численности. Вероятно, артиллерийские танки распределили между двумя механизированными бригадами (133-й и 134-й) — в каждой по 12 танков, соответственно, каждый из трёх танковых батальонов имел по 4 в роте сопровождения. К июлю 1938 года 27 артиллерийских танков находились в Ленинградском военном округе и ещё три отправили в Приволжский округ. Кроме того, к сентябрю 1939 года 17 БТ-7А имелось в Белорусском военном округе и 4 во 2-й армии. Впоследствии, после начала формирования механизированных корпусов нового состава, многие БТ-7А «кочевали» по округам, не раз меняя место службы.
Часть танков отправили на Дальний Восток, где на 1 сентября 1940 года имелось 28 БТ-7А: 16 в 48-й легкотанковой бригаде и по 4 в 43-й легкотанковой бригаде, 8-й и 31-й кавалерийских дивизиях. Позднее, когда на основе 48 лтбр началось формирование 58-й танковой дивизии, в неё включили и БТ-7А, но в октябре 1941 года, при переформировании по июльским штатам, количество артиллерийских танков сократилось до 10. Дальнейшая их судьба неизвестна.
В процессе производства и эксплуатации на некоторое количество БТ-7А на крыше башни монтировалась зенитная установка с 7,62-мм пулеметом ДТ.
Несмотря на немногочисленность, танки БТ-7А приняли участие практически во всех конфликтах, которые Советский Союз вёл в 1939—1940 годах. Наиболее полно их потенциал раскрылся во время Зимней войны. С 30 ноября 1939 года по 13 марта 1940 года 6 артиллерийских танков из 1 лтбр использовались для огневой поддержки наступающих танков и пехоты и для стрельбы по ДОТам финнов и контрбатарейной борьбы. Все 6 получили боевые повреждения (4 повреждены артиллерией и 2 подорвалось на фугасах), но все отремонтированы и вновь возвращены в строй.
На 15 сентября 1940 года распределение танков БТ-7А по военным округам (дробное число — количество на 1 июня 1941 г.):
- Приволжский ВО — 2\2;
- Западный ОВО — 2\2;
- Киевский ОВО — 17\31 (к 1 мая 1941 года два находилось в составе 8 тд 4 мк и 4 в 12 тд 8 мк);
- Прибалтийский ВО — 21\20 (13 «линейных» и 8 «радийных»);
- Ленинградский ВО — 12\12;
- Московский ВО — 3\3;
- Забайкальский ВО — 19\19;
- Орловский ВО — 5 (на 15 августа, из них два — в составе Орловского бронетанкового училища);
- Дальневосточный фронт — 24\28.

Таким образом, общее число БТ-7А после трех лет эксплуатации практически не уменьшилось — 117 танков (еще два находились на полигонах), правда, не все из них были в исправном состоянии. Так, по последним данным, в составе Западного ОВО имелось всего два «артиллерийских» БТ, принадлежавших 6-му механизированному корпусу. Обе машины были потеряны в первые дни войны (22—25 июня): первый из них был подбит между Бельском и Белостоком, второй БТ-7А потеряли где-то в Западной Белоруссии.
Информации о других арттанках этого типа, принимавших участие в летних боях 1941 года, сохранилось крайне мало. К примеру, 12-й мехкорпус на 19 июня располагал 13 «радийными» и двумя «линейными» БТ-7А в 28-й танковой дивизии. Танков новых типов (Т-34 и КВ) корпус не имел вообще.
В первом бою, вечером 23 июня, группа из 17 танков под командой командира 28 тд майора Б. П. Попова, вступила в бой с частями немецкой 1-й танковой дивизии, ударив её во фланг. Атака поддержана второй группой из 23 танков, в результате противник отброшен на 5 км, а советские части смогли восстановить контроль над участком дороги Калтиненай — Расейняй. Противник понёс тяжелые потери (14 танков, 20 орудий и до батальона пехоты), но этот успех омрачен гибелью командира группы и потерей 13 собственных танков. Следующим утром в наступление пошли основные силы 28 тд (130 танков), пытаясь выбить немцев из района Карленай — Полугуе — Ужвентис. После 4-часового боя советским танкистам удалось уничтожить несколько артиллерийских батарей противника и взять много пленных, но и собственные потери почти катастрофические. Во время утреннего боя дивизия лишилась 48 танков, а к 15:00 это число выросло до 84.
К концу дня дивизия (в ней осталось всего 40 танков — остатки 55-го и 56-го танковых полков, штаб дивизии, разведывательный батальон) начала отход на север и до 7 июля вела оборонительные бои на Западной Двине. В итоге, из 236 танков, имевшихся на начало войны, дивизия потеряла 201, включая все БТ-7А.
В это же время вступили в бой артиллерийские танки 1-го мехкорпуса ЛВО. Во время контрудара 7—8 июля части 3-й танковой дивизии, пытавшиеся задержать наступление противника на Псков, провела в районе н\п Череха — Песчанка — Вольнево — Крякуша крупное танковое сражение. Силы были не равны — с советской стороны участвовало около 100 танков (включая несколько КВ-1), с немецкой — около 200 разных типов, в основном Pz.II и Pz.III, при сильной поддержке противотанковой и тяжёлой артиллерии. Бой закончился только в 22 часа, причем в конце его советские танки обстреляны неизвестным веществом (иприт или газы), в результате танкисты вынуждены надеть противогазы и противоипритные накидки и находиться в них до 5 часов утра 8 июля. Соотношение потерь примерно равное, но поле боя осталось за немцами. В числе почти 70 потерянных советских танков и 8 БТ-7А.
Танки, находившиеся в Киевском особом военном округе, видимо, потеряны в боях на левобережной Украине. По крайней мере, к моменту выхода немецких частей к Киеву данных о БТ-7А не имеется.
На сегодняшний день единственная копия  танка БТ-7А с большим количеством оригинальных частей представлена в музее военной техники г. Верхняя Пышма.
Также  в 2022 году в парке Патриот представлен ходовой макет танка БТ-7А с оригинальными элементами.